# Athanasios Tsigas
Athanasios Tsigas (griechisch Αθανάσιος Τσίγκας, * 20. September 1982 in Aristino, Griechenland) ist ein griechischer Fußballspieler. Er wird auf der Position des Mittelstürmers eingesetzt.

## Karriere
Athanasios Tsigas begann seine Karriere beim in Alexandroupoli ansässigen Amateurverein PAE Thraki Alexandroupoli. 2000 wechselte er auf die Peloponnes zu Paniliakos Pirgos, wo er insgesamt vier Jahre blieb. Mit Paniliakos stieg Tsigas in der Saison 2002/2003 in die erste griechische Liga auf und bestritt insgesamt 48 Spiele, in denen er sieben Tore schießen konnte. 2004 wechselte er zum Athener Ligarivalen Kallithea FC, wo er gleich in seiner ersten Saison einen Stammplatz erobern und sieben Tore in 26 Pflichtspielen erzielen konnte. Im Sommer 2006 wechselte er zuerst zu Panathinaikos Athen, um dort nach nur wenigen Wochen im Rahmen eines Tauschgeschäfts an PAOK Thessaloniki ausgeliehen zu werden. Nach nur wenigen Monaten kehrte er schließlich wieder zu Panathinaikos zurück, nachdem PAOK ausstehenden Gehaltszahlungen nicht nachkommen konnte. Danach wurde er Anfang Januar nach Atromitos Athen ausgeliehen. Nach dem Ende Leihe blieb er aber nicht in Athen, sondern wechselte zum AE Larisa. Im September 2009 ging es für ihn weiter zum AO Kerkyra, dort sollte er bis 2012 spielen, um danach noch für gut ein Jahr erneut bei Larisa zu spielen. Mitte September 2013 wechselte er zum Glyfada FC, dort blieb er aber nur bis zur Mitte des Dezembers und wurde danach Vereinslos. Ab der Saison 2014/15 spielte er bei Ionikos Nikeas; im Januar 2015 ging er aber schon wieder zurück zum Kallithea FC und spielte dort die Saison zu Ende. Seitdem ist er vereinslos.